# ديفيد إل. أرمسترونغ
ديفيد إل. أرمسترونغ (بالإنجليزية: David L. Armstrong)‏ هو محامي وسياسي أمريكي، ولد في 6 أغسطس 1941 في هوب في الولايات المتحدة، وتوفي في 15 يونيو 2017. حزبياً، نشط في الحزب الديمقراطي. وقد انتخب Attorney General of Kentucky ‏ وانتخب Jefferson County Judge/Executive ‏.